# Cmentarz żydowski w Sobieniach-Jeziorach

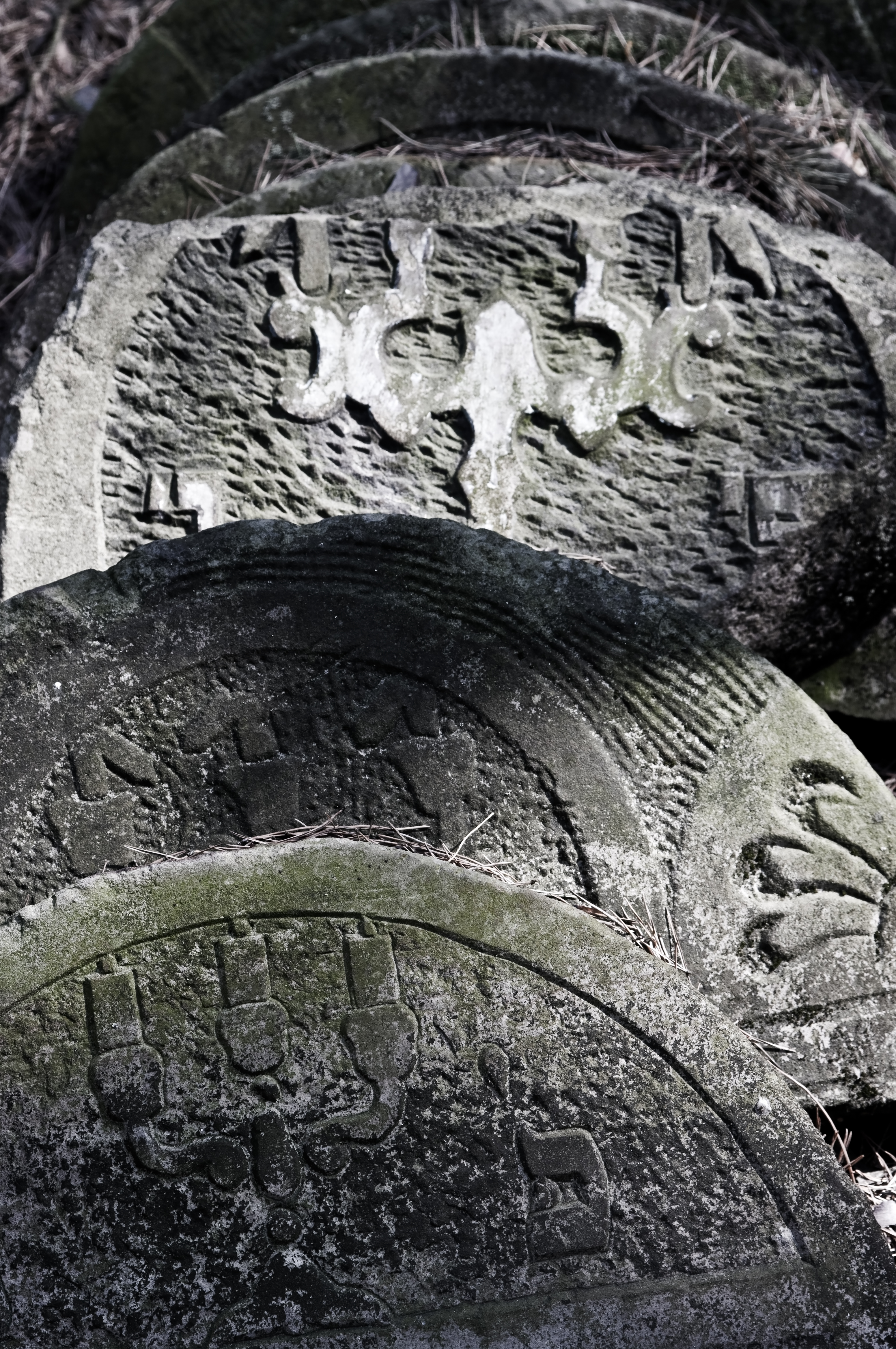
Macewy na cmentarzu żydowskim w Sobieniach-Jeziorach

Cmentarz żydowski w Sobieniach-Jeziorach – kirkut służący niegdyś żydowskiej społeczności Sobień-Jezior. Nie wiadomo dokładnie kiedy powstał, być może było to w XIX wieku. Cmentarz został zniszczony podczas II wojny światowej, kiedy to Niemcy nagrobkami z cmentarza wyłożyli dojazd do miejscowej plebanii, gdzie w tym czasie urządzono siedzibę Gestapo. Nagrobki były wykorzystywane jako materiał do utwardzania dróg i podwórek również po zakończeniu wojny. W pierwszej dekadzie XXI wieku przeniesiono macewy znajdujące się na terenie miasteczka na cmentarz. W lipcu 2003 przeniesiono macewy z terenu otaczającego plebanię. Inicjatorem przeniesienia macew był miejscowy proboszcz Roman Karwacki. W marcu 2009 z inicjatywy mieszkańca Sobień Adama Banasiewicza przeniesiono kolejne 150 nagrobków, które znajdowały się na nabytej przez niego posesji. Obecnie macewy zgromadzone w lesie są przedmiotem aktów wandalizmu. Gmina Wyznaniowa w Warszawie planuje uporządkowanie terenu i wzniesienie pomnika.